# Caves Elyssia
Les Caves Elyssia, anteriorment anomenat Caves René Barbier, i inicialment Caves Chandon, és un edifici de Sant Cugat Sesgarrigues (Alt Penedès) dedicat a l'elaboració de vins. L'obra va ser mereixedora del premi Construmat l'any 1991.
Obra dels arquitectes Òscar Tusquets Blanca i Carles Díaz Gómez, fou construït entre 1987 i 1989. Té una superfície de construcció de 9.000 metres quadrats situat enmig de 30 ha de vinya. La construcció es va enfocar com una unitat de producció que utilitza la tecnologia més avançada en l'elaboració de vins. Tot plegat està contingut en un edifici de maó, amb la imatge i els sistemes tradicionals de les cooperatives catalanes del modernisme tardà català. La part més significativa i innovadora, des del punt de vista tècnic, va ser la idea d'encastar l'edifici en el terreny. Des de la Masia de la Torre, que també pertany a l'empresa, es va traçar un eix fins a arribar a un turó petit, on es van aixecar els fonaments, no a sobre sinó dintre del turó. Un altre element original d'aquesta construcció és la utilització d'una bassa artificial d'un metre de fondària per aïllar tèrmicament la cava, i alhora, per cobrir les necessitats d'aigua de neteja. La proliferació de vida no desitjada a la bassa es controla mitjançant la introducció d'una espècie californiana de peixets diminuts que mantenen l'equilibri d'insectes i algues.